# Ulpia Marciana
Ulpia Marciana (48-112) fue una dama romana de los siglos I y II, hermana del emperador Trajano.

## Biografía
Vivió en armonía y entrañable amistad con Pompeya Plotina, la esposa del emperador, y ambas recibieron del Senado el título y los honores de Augusta, alrededor de 105. Era hija de Marco Ulpio Trajano y estuvo casada con el senador Cayo Salonio Matidio Patruino, con quien fue madre de Matidia la Mayor, a su vez madre de Vibia Sabina, esposa de Adriano, y Matidia la Menor. Trajano no tuvo descendencia y eligió como sucesor a Adriano, teniendo en cuenta seguramente, entre otras razones, estos lejanos lazos familiares. Salonio Matidio murió antes de la llegada al trono de Trajano, por lo que Ulpia Marciana vivió siempre junto a la esposa del emperador, Pompeya Plotina. Cuando murió, en el año 112, el emperador la deificó y su título de Augusta pasó a su hija. Todas sus monedas fueron acuñadas a partir de finales de ese año, es decir, póstumamente.